# Килюшек Іван Сергійович
Іван Сергійович Килюшек (19 грудня 1923 — 20 квітня 2011) — рядовий Робітничо-селянської Червоної Армії, учасник Другої світової війни, Герой Радянського Союзу (1944), позбавлений звання у зв'язку із засудженням через участь у діяльності УПА.

## Життєпис
Іван Килюшек народився 19 грудня 1923 року в селі Острів (нині — Володимирецький район, Рівненська область України). В березні 1944 року був мобілізвоаний в Робітничо-селянську Червону Армію. Вже за три місяці відзначився під час форсування річки Західна Двіна.
24 червня 1944 року взвод Килюшека форсував річку в районі села Гриньово Шумілінського району Білоруської РСР. Командир взводу лейтенант Симон, парторг Каменєв і Килюшек атакували німецький загін на іншому березі. В бою Килюшек вбив німецького офіцера, що привнесло замішання в лавах супротивника і сприяло закріпленню на плацдармі. Бійці зуміли відбити кілька контратак німецьких сил, в результаті чого втрати ворога склали близько 150 солдатів і офіцерів. Утримавши плацдарм, взвод забезпечив переправу через річку для інших підрозділів. Після боїв, весь особовий склад взводу був представлений до урядових нагород, а Симон, Каменєв і Килюшек були удостоєні звання Героїв Радянського Союзу. 22 липня 1944 року Килюшеку було присвоєно це звання Указом Президії Верховної Ради СРСР за «мужність та відвагу, проявлені під час захоплення і утримання плацдарму на березі річки Західна Двіна» і було вручено орден Леніна і медаль «Золота Зірка» за номером 4142.
23 липня 1944 року Килюшек отримав місячну відпустку на батьківщину. Згідно з його пізнішими свідченнями на допиті, 10 серпня до його будинку увірвалися бійці Української повстанської армії та викрали його. Слідчим не вдалося встановити, чи дав Килюшек згоду на збройну боротьбу проти Радянської влади, і наскільки активною була його участь у діяльності УПА. 14 березня 1945 року Килюшек був заарештований на горищі свого будинку зі зброєю в руках. Був звинувачений у «контрреволюційній діяльності, участі у розстрілі сім'ї партизана, вербуванні молоді».
На слідстві Килюшек визнав провину в інкримінованих злочинах, однак пояснював, що його силою було забрано у формування УПА і залишився там лише під погрозами розправи з його родиною. 29 вересня 1945 року військовий трибунал 13-ї армії засудив Килюшека до 10 років позбавлення волі з поразкою в правах терміном на 5 років і конфіскацією майна. У 1958 році був звільнений, після чого проживав в Іркутській області і до виходу на пенсію працював на місцевих лісозаготівлях.
Неодноразові опротестування вироку Килюшеком не привели до будь-яких результатів. 6 вересня 1972 року Указом Президії Верховної Ради СРСР Килюшек був позбавлений звання Героя Радянського Союзу. Раніше відповідне клопотання порушено не було.
Помер 20 квітня 2011 року. Похований в селищі Шумський Нижньоудинського району Іркутської області.
У 2009 році під час обслідування бункера у Волинській області, в якому під час війни було розташоване формування УПА, була знайдена медаль «Золота Зірка» Килюшека[джерело?].